# Fairdealing (Misuri)
Fairdealing es un lugar designado por el censo ubicado en el condado de Ripley en el estado estadounidense de Misuri. En el Censo de 2010 tenía una población de 676 habitantes y una densidad poblacional de 45,44 personas por km².

## Geografía
Fairdealing se encuentra ubicado en las coordenadas 36°39′47″N 90°36′16″O / 36.66306, -90.60444. Según la Oficina del Censo de los Estados Unidos, Fairdealing tiene una superficie total de 14.88 km², de la cual 14.85 km² corresponden a tierra firme y (0.16%) 0.02 km² es agua.

## Demografía
Según el censo de 2010, había 676 personas residiendo en Fairdealing. La densidad de población era de 45,44 hab./km². De los 676 habitantes, Fairdealing estaba compuesto por el 97.78% blancos, el 0.3% eran afroamericanos, el 0.3% eran amerindios, el 0.15% eran asiáticos, el 0% eran isleños del Pacífico, el 0% eran de otras razas y el 1.48% pertenecían a dos o más razas. Del total de la población el 0.15% eran hispanos o latinos de cualquier raza.